# Maryland Cycling Classic 2023
Maryland Cycling Classic 2023 var den anden udgave af det amerikanske cykelløb Maryland Cycling Classic. Det 196,9 km lange linjeløb blev kørt i delstaten Maryland den 3. september 2023, dagen før Labor Day, med start og mål i Baltimore. Løbet var en del af UCI ProSeries 2023.
Løbet blev vundet af danske Mattias Skjelmose fra Lidl-Trek.

## Resultat
| \| Samlede stilling \| Samlede stilling \| Samlede stilling \| Samlede stilling \| Samlede stilling \| \| Rytter \| Rytter \| Hold \| Tid \| \| \| ---------------- \| ----------------- \| --------------------- \| ---------------- \| ---------------- \| \| 1. \| Mattias Skjelmose \| Lidl-Trek \| 4t 26' 05" \| \| \| 2. \| Neilson Powless \| EF Education-EasyPost \| + 2' 20" \| \| \| 3. \| Hugo Houle \| Israel-Premier Tech \| + 2' 20" \| \| \| 4. \| Lucas Hamilton \| Team Jayco AlUla \| + 2' 20" \| \| \| 5. \| Toms Skujiņš \| Lidl-Trek \| + 2' 56" \| \| \| 6. \| Mikkel Honoré \| EF Education-EasyPost \| + 4' 54" \| \| \| 7. \| Scott McGill \| Human Powered Health \| + 4' 56" \| \| \| 8. \| Alexandre Balmer \| Team Jayco AlUla \| + 5' 00" \| \| \| 9. \| Riley Sheehan \| Israel-Premier Tech \| + 5' 04" \| \| \| 10. \| Eder Frayre \| L39ION of Los Angeles \| + 5' 04" \| \| |                   |                       |            |
| |                   |                       |            |
| Kilde: ProCyclingStats |                   |                       |            |
| Samlede stilling |                   |                       |            |
| Rytter | Rytter            | Hold                  | Tid        |
| 1. | Mattias Skjelmose | Lidl-Trek             | 4t 26' 05" |
| 2. | Neilson Powless   | EF Education-EasyPost | + 2' 20"   |
| 3. | Hugo Houle        | Israel-Premier Tech   | + 2' 20"   |
| 4. | Lucas Hamilton    | Team Jayco AlUla      | + 2' 20"   |
| 5. | Toms Skujiņš      | Lidl-Trek             | + 2' 56"   |
| 6. | Mikkel Honoré     | EF Education-EasyPost | + 4' 54"   |
| 7. | Scott McGill      | Human Powered Health  | + 4' 56"   |
| 8. | Alexandre Balmer  | Team Jayco AlUla      | + 5' 00"   |
| 9. | Riley Sheehan     | Israel-Premier Tech   | + 5' 04"   |
| 10. | Eder Frayre       | L39ION of Los Angeles | + 5' 04"   |

## Hold og ryttere
| UCI WorldTeams (5)- Astana Qazaqstan Team - Cofidis - EF Education-EasyPost - Lidl-Trek - Team Jayco AlUla UCI ProTeams (4)- Human Powered Health - Israel-Premier Tech - Team Corratec-Selle Italia - Team Novo Nordisk UCI Kontinentalhold (6)- Hagens Berman Axeon - L39ION of Los Angeles - Medellín-EPM - Project Echelon Racing - Team Skyline - Toronto Hustle Landshold- USA |
| |

### Danske ryttere
| Danske ryttere på startlisten |                         |                       |           |
| Rygnummer                     | Rytter                  | Hold                  | Placering |
| 14                            | Asbjørn Hellemose       | Lidl-Trek             | 20        |
| 15                            | Mattias Skjelmose       | Lidl-Trek             | 1         |
| 22                            | Mikkel Honoré           | EF Education-EasyPost | 6         |
| 25                            | Michael Valgren         | EF Education-EasyPost | DNF       |
| 34                            | Christopher Juul-Jensen | Team Jayco AlUla      | 29        |
| 35                            | Adam Holm Jørgensen     | Team Jayco AlUla      | DNF       |
| 101                           | Kasper Andersen         | Hagens Berman Axeon   | 21        |

* DNF = gennemførte ikke

### Startliste
| Israel-Premier Tech IPT | Israel-Premier Tech IPT | Israel-Premier Tech IPT |
| ----------------------- | ----------------------- | ----------------------- |
| Nr.                     | Rytter                  | Placering               |
| 1                       | Simon Clarke (AUS)      | 18.                     |
| 2                       | Guillaume Boivin (CAN)  | 22.                     |
| 3                       | Riley Sheehan (USA)     | 9.                      |
| 4                       | Marco Frigo (ITA)       | 52.                     |
| 5                       | Derek Gee (CAN)         | 40.                     |
| 6                       | Hugo Houle (CAN)        | 3.                      |
| 7                       | Guy Sagiv (ISR)         | 43.                     |

| Lidl-Trek LTK | Lidl-Trek LTK                      | Lidl-Trek LTK |
| ------------- | ---------------------------------- | ------------- |
| Nr.           | Rytter                             | Placering     |
| 11            | Toms Skujiņš (LAT)                 | 5.            |
| 12            | Tony Gallopin (FRA)                | 16.           |
| 13            | Emīls Liepiņš (LAT) (landevej)     | 12.           |
| 14            | Asbjørn Hellemose (DEN)            | 20.           |
| 15            | Mattias Skjelmose (DEN) (landevej) | 1.            |
| 16            | Filippo Baroncini (ITA)            | 23.           |
| 17            | Mathias Vacek (CZE) (landevej)     | 53.           |

| EF Education-EasyPost EFE | EF Education-EasyPost EFE  | EF Education-EasyPost EFE |
| ------------------------- | -------------------------- | ------------------------- |
| Nr.                       | Rytter                     | Placering                 |
| 21                        | Neilson Powless (USA)      | 2.                        |
| 22                        | Mikkel Honoré (DEN)        | 6.                        |
| 23                        | Thomas Scully (NZL)        | DNF                       |
| 24                        | Odd Christian Eiking (NOR) | DNF                       |
| 25                        | Michael Valgren (DEN)      | DNF                       |
| 26                        | Marc Pritzen (RSA)         | DNF                       |

| Team Jayco AlUla JAY | Team Jayco AlUla JAY          | Team Jayco AlUla JAY |
| -------------------- | ----------------------------- | -------------------- |
| Nr.                  | Rytter                        | Placering            |
| 31                   | Simon Yates (GBR)             | 11.                  |
| 32                   | Lawson Craddock (USA)         | 19.                  |
| 33                   | Chris Harper (AUS)            | 15.                  |
| 34                   | Christopher Juul-Jensen (DEN) | 29.                  |
| 35                   | Adam Holm Jørgensen (DEN)     | DNF                  |
| 36                   | Alexandre Balmer (SUI)        | 8.                   |
| 37                   | Lucas Hamilton (AUS)          | 4.                   |

| Cofidis COF | Cofidis COF               | Cofidis COF |
| ----------- | ------------------------- | ----------- |
| Nr.         | Rytter                    | Placering   |
| 41          | Axel Zingle (FRA)         | 66.         |
| 42          | Alexis Renard (FRA)       | 45.         |
| 43          | Alexandre Delettre (FRA)  | 26.         |
| 44          | Eddy Finé (FRA)           | 33.         |
| 45          | Victor Lafay (FRA)        | DNF         |
| 46          | Pierre-Luc Périchon (FRA) | DNF         |
| 47          | Harrison Wood (GBR)       | 65.         |

| Astana Qazaqstan Team AST | Astana Qazaqstan Team AST | Astana Qazaqstan Team AST |
| ------------------------- | ------------------------- | ------------------------- |
| Nr.                       | Rytter                    | Placering                 |
| 51                        | Leonardo Basso (ITA)      | 61.                       |
| 52                        | Manuele Boaro (ITA)       | DNF                       |
| 53                        | Gleb Brussenskij (KAZ)    | 35.                       |
| 54                        | Jevgenij Fedorov (KAZ)    | DNF                       |
| 55                        | Gianmarco Garofoli (ITA)  | DNF                       |
| 56                        | Antonio Nibali (ITA)      | 63.                       |
| 57                        | Cristian Scaroni (ITA)    | 62.                       |

| Human Powered Health HPM | Human Powered Health HPM | Human Powered Health HPM |
| ------------------------ | ------------------------ | ------------------------ |
| Nr.                      | Rytter                   | Placering                |
| 61                       | Scott McGill (USA)       | 7.                       |
| 62                       | Stephen Bassett (USA)    | 58.                      |
| 63                       | Pier-André Côté (CAN)    | 13.                      |
| 64                       | Adam de Vos (CAN)        | DNF                      |
| 65                       | Colin Joyce (USA)        | 57.                      |
| 66                       | Gijs Van Hoecke (BEL)    | 34.                      |
| 67                       | Sasha Weemaes (BEL)      | DNF                      |

| Team Corratec-Selle Italia COR | Team Corratec-Selle Italia COR | Team Corratec-Selle Italia COR |
| ------------------------------ | ------------------------------ | ------------------------------ |
| Nr.                            | Rytter                         | Placering                      |
| 71                             | Attilio Viviani (ITA)          | DNF                            |
| 72                             | Samuele Zambelli (ITA)         | DNF                            |
| 73                             | Veljko Stojnić (SRB)           | DNF                            |
| 74                             | Marco Murgano (ITA)            | DNF                            |
| 75                             | Alexander Konysjev (ITA)       | 46.                            |
| 76                             | Lorenzo Quartucci (ITA)        | 25.                            |
| 77                             | Jan Stöckli (SUI)              | 36.                            |

| Team Novo Nordisk TNN | Team Novo Nordisk TNN | Team Novo Nordisk TNN |
| --------------------- | --------------------- | --------------------- |
| Nr.                   | Rytter                | Placering             |
| 81                    | Matyáš Kopecký (CZE)  | 38.                   |
| 82                    | Andrea Peron (ITA)    | 56.                   |
| 83                    | David Lozano (ESP)    | 37.                   |
| 84                    | Filippo Ridolfo (ITA) | 24.                   |
| 85                    | Péter Kusztor (HUN)   | 55.                   |
| 86                    | Hamish Beadle (NZL)   | DNF                   |
| 87                    | Sam Brand (GBR)       | 50.                   |

| Medellín-EPM MED | Medellín-EPM MED     | Medellín-EPM MED |
| ---------------- | -------------------- | ---------------- |
| Nr.              | Rytter               | Placering        |
| 91               | Óscar Sevilla (ESP)  | 39.              |
| 92               | Brayan Sánchez (COL) | 42.              |
| 93               | Róbigzon Oyola (COL) | DNF              |
| 94               | Diego Galeano (COL)  | DNF              |
| 95               | Fabio Duarte (COL)   | DNF              |
| 96               | David Gonzalez (COL) | 47.              |
| 97               | Walter Vargas (COL)  | 51.              |

| Hagens Berman Axeon HBA | Hagens Berman Axeon HBA | Hagens Berman Axeon HBA |
| ----------------------- | ----------------------- | ----------------------- |
| Nr.                     | Rytter                  | Placering               |
| 101                     | Kasper Andersen (DEN)   | 21.                     |
| 102                     | Nino de Jong (NED)      | 48.                     |
| 103                     | Michael Garrison (USA)  | 44.                     |
| 104                     | Darren Rafferty (IRL)   | DNF                     |
| 105                     | Cooper Johnson (USA)    | DNF                     |
| 106                     | Maxence Place (BEL)     | DNF                     |
| 107                     | Artem Shmidt (USA)      | DNF                     |

| L39ION of Los Angeles LLA | L39ION of Los Angeles LLA | L39ION of Los Angeles LLA |
| ------------------------- | ------------------------- | ------------------------- |
| Nr.                       | Rytter                    | Placering                 |
| 111                       | Kyle Murphy (USA)         | 60.                       |
| 112                       | Robin Carpenter (USA)     | 17.                       |
| 113                       | Tyler Williams (USA)      | 31.                       |
| 114                       | Alexander Cowan (CAN)     | DNF                       |
| 115                       | Cory Williams             | DNF                       |
| 116                       | Eder Frayre (MEX)         | 10.                       |
| 117                       | Samuel Boardman (USA)     | 59.                       |

| Project Echelon Racing PEC | Project Echelon Racing PEC | Project Echelon Racing PEC |
| -------------------------- | -------------------------- | -------------------------- |
| Nr.                        | Rytter                     | Placering                  |
| 121                        | Tyler Stites (USA)         | 14.                        |
| 122                        | Stephen Vogel (USA)        | DNF                        |
| 123                        | Matthew Zimmer (USA)       | DNF                        |
| 124                        | Cade Bickmore (USA)        | 32.                        |
| 125                        | Richard Arnopol (USA)      | DNF                        |
| 126                        | Colby Lange (USA)          | DNF                        |
| 127                        | Hugo Scala (USA)           | 27.                        |

| Toronto Hustle TOR | Toronto Hustle TOR      | Toronto Hustle TOR |
| ------------------ | ----------------------- | ------------------ |
| Nr.                | Rytter                  | Placering          |
| 131                | Matteo Dal-Cin (CAN)    | DNF                |
| 132                | Carson Miles (CAN)      | DNF                |
| 133                | Ethan Sittlington (CAN) | 49.                |
| 134                | Daniel Kalichman (CAN)  | DNF                |
| 135                | Michael Foley (CAN)     | DNF                |
| 136                | Chris Ernst (CAN)       | DNF                |
| 137                | Edward Walsh (CAN)      | DNF                |

| Team Skyline TSL | Team Skyline TSL    | Team Skyline TSL |
| ---------------- | ------------------- | ---------------- |
| Nr.              | Rytter              | Placering        |
| 141              | Julien Gagné (CAN)  | 41.              |
| 142              | David Gabrick (USA) | DNF              |
| 143              | Cian Keogh (IRL)    | DNF              |
| 144              | Emile Hamm (CAN)    | DNF              |
| 145              | Nick Kleban (CAN)   | DNF              |
| 146              | Chaz Turmon (USA)   | 64.              |
| 147              | Lukas Conly (CAN)   | DNF              |

| USA USA | USA USA           | USA USA   |
| ------- | ----------------- | --------- |
| Nr.     | Rytter            | Placering |
| 151     | Matteo Jorgenson  | 54.       |
| 152     | Tobias Klein      | 28.       |
| 153     | Brooks Wienke     | DNF       |
| 154     | Owen Cole         | DNF       |
| 155     | Colby Simmons     | 30.       |
| 156     | Caleb Classen     | DNF       |
| 157     | Andrew Strohmeyer | DNF       |

| Israel-Premier Tech IPT | Israel-Premier Tech IPT | Israel-Premier Tech IPT |
| ----------------------- | ----------------------- | ----------------------- |
| Nr.                     | Rytter                  | Placering               |
| 1                       | Simon Clarke (AUS)      | 18.                     |
| 2                       | Guillaume Boivin (CAN)  | 22.                     |
| 3                       | Riley Sheehan (USA)     | 9.                      |
| 4                       | Marco Frigo (ITA)       | 52.                     |
| 5                       | Derek Gee (CAN)         | 40.                     |
| 6                       | Hugo Houle (CAN)        | 3.                      |
| 7                       | Guy Sagiv (ISR)         | 43.                     |

| Lidl-Trek LTK | Lidl-Trek LTK                      | Lidl-Trek LTK |
| ------------- | ---------------------------------- | ------------- |
| Nr.           | Rytter                             | Placering     |
| 11            | Toms Skujiņš (LAT)                 | 5.            |
| 12            | Tony Gallopin (FRA)                | 16.           |
| 13            | Emīls Liepiņš (LAT) (landevej)     | 12.           |
| 14            | Asbjørn Hellemose (DEN)            | 20.           |
| 15            | Mattias Skjelmose (DEN) (landevej) | 1.            |
| 16            | Filippo Baroncini (ITA)            | 23.           |
| 17            | Mathias Vacek (CZE) (landevej)     | 53.           |

| EF Education-EasyPost EFE | EF Education-EasyPost EFE  | EF Education-EasyPost EFE |
| ------------------------- | -------------------------- | ------------------------- |
| Nr.                       | Rytter                     | Placering                 |
| 21                        | Neilson Powless (USA)      | 2.                        |
| 22                        | Mikkel Honoré (DEN)        | 6.                        |
| 23                        | Thomas Scully (NZL)        | DNF                       |
| 24                        | Odd Christian Eiking (NOR) | DNF                       |
| 25                        | Michael Valgren (DEN)      | DNF                       |
| 26                        | Marc Pritzen (RSA)         | DNF                       |

| Team Jayco AlUla JAY | Team Jayco AlUla JAY          | Team Jayco AlUla JAY |
| -------------------- | ----------------------------- | -------------------- |
| Nr.                  | Rytter                        | Placering            |
| 31                   | Simon Yates (GBR)             | 11.                  |
| 32                   | Lawson Craddock (USA)         | 19.                  |
| 33                   | Chris Harper (AUS)            | 15.                  |
| 34                   | Christopher Juul-Jensen (DEN) | 29.                  |
| 35                   | Adam Holm Jørgensen (DEN)     | DNF                  |
| 36                   | Alexandre Balmer (SUI)        | 8.                   |
| 37                   | Lucas Hamilton (AUS)          | 4.                   |

| Cofidis COF | Cofidis COF               | Cofidis COF |
| ----------- | ------------------------- | ----------- |
| Nr.         | Rytter                    | Placering   |
| 41          | Axel Zingle (FRA)         | 66.         |
| 42          | Alexis Renard (FRA)       | 45.         |
| 43          | Alexandre Delettre (FRA)  | 26.         |
| 44          | Eddy Finé (FRA)           | 33.         |
| 45          | Victor Lafay (FRA)        | DNF         |
| 46          | Pierre-Luc Périchon (FRA) | DNF         |
| 47          | Harrison Wood (GBR)       | 65.         |

| Astana Qazaqstan Team AST | Astana Qazaqstan Team AST | Astana Qazaqstan Team AST |
| ------------------------- | ------------------------- | ------------------------- |
| Nr.                       | Rytter                    | Placering                 |
| 51                        | Leonardo Basso (ITA)      | 61.                       |
| 52                        | Manuele Boaro (ITA)       | DNF                       |
| 53                        | Gleb Brussenskij (KAZ)    | 35.                       |
| 54                        | Jevgenij Fedorov (KAZ)    | DNF                       |
| 55                        | Gianmarco Garofoli (ITA)  | DNF                       |
| 56                        | Antonio Nibali (ITA)      | 63.                       |
| 57                        | Cristian Scaroni (ITA)    | 62.                       |

| Human Powered Health HPM | Human Powered Health HPM | Human Powered Health HPM |
| ------------------------ | ------------------------ | ------------------------ |
| Nr.                      | Rytter                   | Placering                |
| 61                       | Scott McGill (USA)       | 7.                       |
| 62                       | Stephen Bassett (USA)    | 58.                      |
| 63                       | Pier-André Côté (CAN)    | 13.                      |
| 64                       | Adam de Vos (CAN)        | DNF                      |
| 65                       | Colin Joyce (USA)        | 57.                      |
| 66                       | Gijs Van Hoecke (BEL)    | 34.                      |
| 67                       | Sasha Weemaes (BEL)      | DNF                      |

| Team Corratec-Selle Italia COR | Team Corratec-Selle Italia COR | Team Corratec-Selle Italia COR |
| ------------------------------ | ------------------------------ | ------------------------------ |
| Nr.                            | Rytter                         | Placering                      |
| 71                             | Attilio Viviani (ITA)          | DNF                            |
| 72                             | Samuele Zambelli (ITA)         | DNF                            |
| 73                             | Veljko Stojnić (SRB)           | DNF                            |
| 74                             | Marco Murgano (ITA)            | DNF                            |
| 75                             | Alexander Konysjev (ITA)       | 46.                            |
| 76                             | Lorenzo Quartucci (ITA)        | 25.                            |
| 77                             | Jan Stöckli (SUI)              | 36.                            |

| Team Novo Nordisk TNN | Team Novo Nordisk TNN | Team Novo Nordisk TNN |
| --------------------- | --------------------- | --------------------- |
| Nr.                   | Rytter                | Placering             |
| 81                    | Matyáš Kopecký (CZE)  | 38.                   |
| 82                    | Andrea Peron (ITA)    | 56.                   |
| 83                    | David Lozano (ESP)    | 37.                   |
| 84                    | Filippo Ridolfo (ITA) | 24.                   |
| 85                    | Péter Kusztor (HUN)   | 55.                   |
| 86                    | Hamish Beadle (NZL)   | DNF                   |
| 87                    | Sam Brand (GBR)       | 50.                   |

| Medellín-EPM MED | Medellín-EPM MED     | Medellín-EPM MED |
| ---------------- | -------------------- | ---------------- |
| Nr.              | Rytter               | Placering        |
| 91               | Óscar Sevilla (ESP)  | 39.              |
| 92               | Brayan Sánchez (COL) | 42.              |
| 93               | Róbigzon Oyola (COL) | DNF              |
| 94               | Diego Galeano (COL)  | DNF              |
| 95               | Fabio Duarte (COL)   | DNF              |
| 96               | David Gonzalez (COL) | 47.              |
| 97               | Walter Vargas (COL)  | 51.              |

| Hagens Berman Axeon HBA | Hagens Berman Axeon HBA | Hagens Berman Axeon HBA |
| ----------------------- | ----------------------- | ----------------------- |
| Nr.                     | Rytter                  | Placering               |
| 101                     | Kasper Andersen (DEN)   | 21.                     |
| 102                     | Nino de Jong (NED)      | 48.                     |
| 103                     | Michael Garrison (USA)  | 44.                     |
| 104                     | Darren Rafferty (IRL)   | DNF                     |
| 105                     | Cooper Johnson (USA)    | DNF                     |
| 106                     | Maxence Place (BEL)     | DNF                     |
| 107                     | Artem Shmidt (USA)      | DNF                     |

| L39ION of Los Angeles LLA | L39ION of Los Angeles LLA | L39ION of Los Angeles LLA |
| ------------------------- | ------------------------- | ------------------------- |
| Nr.                       | Rytter                    | Placering                 |
| 111                       | Kyle Murphy (USA)         | 60.                       |
| 112                       | Robin Carpenter (USA)     | 17.                       |
| 113                       | Tyler Williams (USA)      | 31.                       |
| 114                       | Alexander Cowan (CAN)     | DNF                       |
| 115                       | Cory Williams             | DNF                       |
| 116                       | Eder Frayre (MEX)         | 10.                       |
| 117                       | Samuel Boardman (USA)     | 59.                       |

| Project Echelon Racing PEC | Project Echelon Racing PEC | Project Echelon Racing PEC |
| -------------------------- | -------------------------- | -------------------------- |
| Nr.                        | Rytter                     | Placering                  |
| 121                        | Tyler Stites (USA)         | 14.                        |
| 122                        | Stephen Vogel (USA)        | DNF                        |
| 123                        | Matthew Zimmer (USA)       | DNF                        |
| 124                        | Cade Bickmore (USA)        | 32.                        |
| 125                        | Richard Arnopol (USA)      | DNF                        |
| 126                        | Colby Lange (USA)          | DNF                        |
| 127                        | Hugo Scala (USA)           | 27.                        |

| Toronto Hustle TOR | Toronto Hustle TOR      | Toronto Hustle TOR |
| ------------------ | ----------------------- | ------------------ |
| Nr.                | Rytter                  | Placering          |
| 131                | Matteo Dal-Cin (CAN)    | DNF                |
| 132                | Carson Miles (CAN)      | DNF                |
| 133                | Ethan Sittlington (CAN) | 49.                |
| 134                | Daniel Kalichman (CAN)  | DNF                |
| 135                | Michael Foley (CAN)     | DNF                |
| 136                | Chris Ernst (CAN)       | DNF                |
| 137                | Edward Walsh (CAN)      | DNF                |

| Team Skyline TSL | Team Skyline TSL    | Team Skyline TSL |
| ---------------- | ------------------- | ---------------- |
| Nr.              | Rytter              | Placering        |
| 141              | Julien Gagné (CAN)  | 41.              |
| 142              | David Gabrick (USA) | DNF              |
| 143              | Cian Keogh (IRL)    | DNF              |
| 144              | Emile Hamm (CAN)    | DNF              |
| 145              | Nick Kleban (CAN)   | DNF              |
| 146              | Chaz Turmon (USA)   | 64.              |
| 147              | Lukas Conly (CAN)   | DNF              |

| USA USA | USA USA           | USA USA   |
| ------- | ----------------- | --------- |
| Nr.     | Rytter            | Placering |
| 151     | Matteo Jorgenson  | 54.       |
| 152     | Tobias Klein      | 28.       |
| 153     | Brooks Wienke     | DNF       |
| 154     | Owen Cole         | DNF       |
| 155     | Colby Simmons     | 30.       |
| 156     | Caleb Classen     | DNF       |
| 157     | Andrew Strohmeyer | DNF       |